# Sulgostów
Sulgostów (prononciation : [sulˈɡɔstuf]) est un village polonais de la gmina de Klwów dans le powiat de Przysucha de la voïvodie de Mazovie dans le centre-est de la Pologne.
Il se situe à environ 2 kilomètres au sud de Klwów (siège de la gmina), 17 kilomètres au nord de Przysucha (siège du powiat) et à 82 kilomètres au sud de Varsovie (capitale de la Pologne).

## Histoire
De 1975 à 1998, le village appartenait administrativement à la voïvodie de Radom.